# 浮岗镇
浮岗镇，是中华人民共和国山東省菏泽市单县下辖的一个乡镇级行政单位。

## 历史沿革
清顺治年间建浮岗集村。1943年8月建立中共辛滩区分委，1949年10月建单县第二区，1955年10月改称浮岗区，1958年设立浮岗乡，同年9月归入曹庄人民公社，1984年重设浮岗乡，1996年撤乡设镇为浮岗集镇，2001年2月与李新集、聂付庄乡合并为新的浮岗镇。

## 行政区划
浮岗镇下辖以下地区：
浮岗集北村、浮岗集南村、韦新庄村、张楼村、三里井村、堤北王楼村、郭庙村、毛庄村、孟杨庄村、王堂村、郭庄寨村、李油坊村、聂付庄村、陈吴庄村、冯寨村、韦岗村、苗土楼村、口门王楼村、双庙村、朱焦庄村、张集村、马庄村、大坝林庄村、王许庄村、大范庄村、石老家村、小王庄村、大王庄村、石小洼村、李新集南村和李新集北村。

## 旅游
浮龙湖景区被评定为AAA景区。